# Paco Martín (escritor)
Francisco Martín Iglesias, conocido como Paco Martín (Lugo, 22 de febrero de 1940), es un profesor jubilado de educación primaria y escritor español en gallego.

## Biografía
Dirigió el semanario Axóuxere y publicó su primera obra, Muxicas no espello, en 1971 a partir de una selección de piezas narrativas previas. Su primera novela apareció en 1976, No cadeixo, finalista del Premio Galaxia de novela convocado en 1975 con motivo del veinticinco aniversario de la editorial. Cinco años después publicó la novela E agora cun ceo de lama. Fue en 1985, con la publicación del libro Das cousas de Ramón Lamote que ganó popularidad. La obra fue traducida a diversas lenguas y se convirtió en un referente de la literatura infantil y juvenil, aportando a la historia de la literatura gallega a un personaje singular, 'Ramón Lamote'. Con esta obra ganó el Premio Barco de Vapor y el Premio Nacional de Literatura Infantil y Juvenil en 1986. Siguió publicando obras dentro del ámbito de la literatura infantil como Servando I rei do mundo enteiro (1990) y Tres historias para ler á noite (1992). En 2006 publicó A bisneta lercha, basada en un cuento tradicional al que le dio aire de fábula. Con 'Ramón Lamote' como personaje, volvió a publicar un nuevo libro en 2008, Das novas cousas de Ramón Lamote.
Como columnista ha trabajado en el Diario de Pontevedra y en el lucense El Progreso. En 2011 fue nombrado socio de honor de la Asociación de Escritores en Lengua Gallega.